# Opération Brushwood
Campagne d'Afrique du Nord de la Seconde Guerre mondiale
Batailles
Guerre du Désert
- Invasion de l'Égypte
- Compass (Fort Capuzzo
- Nibeiwa
- Sidi Barrani
- Bardia
- Tobrouk (1941)
- Mechili
- Beda Fomm)
- Koufra
- Siège de Giarabub
- Sonnenblume
- El Agheila (1941)
- Siège de Tobrouk (Raid sur Bardia
- Raid Twin Pimples)
- Skorpion
- Brevity
- Battleaxe
- Crusader (Flipper
- Bir el Gubi (novembre 1941)
- Point 175
- Bir el Gubi (décembre 1941))
- Fort Lamy
- Gazala (Bir Hakeim
- Tobrouk (1942))
- Mersa Matruh
- El Alamein (juillet 1942) (Raid sur l'aérodrome de Sidi Haneish)
- Alam el Halfa
- Agreement (Caravan)
- Bertram
- Braganza
- El Alamein (octobre 1942) (Avant-poste Snipe)
- El Agheila (1942)

Débarquement allié en Afrique du Nord
- Blackstone
- Casablanca
- Reservist
- Terminal
- Port Lyautey
- Brushwood

Campagne de Tunisie
- Course pour Tunis
- Ligne Mareth
- Sidi Bouzid
- Kasserine
- Sejnane
- Ochsenkopf
- Capri
- Ksar Ghilane
- Pugilist
- El Guettar
- Wadi Akarit
- Longstop Hill
- Hill 609
- Vulcan
- Flax
- Retribution
- Strike

L'opération Brushwood est une mission faisant partie de l'opération Torch, le débarquement allié en Afrique du Nord pendant la Seconde Guerre mondiale. Le 8 novembre 1942, l'opération fut menée exclusivement par les forces américaines et navales au Maroc et avait pour objectif de capturer du port de Fedala, situé à environ 25 kilomètres au nord-est de Casablanca et défendu par les troupes françaises vichystes, à partir duquel l'avance décisive contre Casablanca devait alors être réalisée.
Par ailleurs, les débarquements à Safi (opération Blackstone) et Mehedia-Port Lyautey (opération Goalpost) ont eu lieu quasi simultanément. La majeure partie de la soi-disant « Forces ouest », composée uniquement d'unités américaines, a été déployée à Fedala en raison de la concentration des forces contre Casablanca. Le port a été choisi comme l'une des principales destinations principalement en raison de ses possibilités de débarquements pratiques.

## Les forces américaines
Les forces de débarquement déployées à Fedala totalisent 19 364 soldats, dont trois régiments de la 3e division d'infanterie, deux bataillons et un régiment de la 2e division blindée, trois bataillons de chasseurs de chars, le 756th Tank Battalion américain opérant indépendamment et des éléments du 36th Régiment de pionniers américain. Dans l'ensemble, la force d'invasion comptait environ 80 chars, principalement des M3 Stuart légers, et environ 1 630 autres véhicules, avec environ 1 300 véhicules à eux seuls affectés aux trois régiments de la 3e division d'infanterie américaine. Les unités chasseurs de chars étaient en grande partie équipées de M3 Half-track avec des canons de campagne de 75 mm M1897A5 montés dessus, et de Dodge M6 GMC également avec des canons de 37 mm antichars de type M3. Les unités de l'armée étaient sous le commandement du Major General George S. Patton

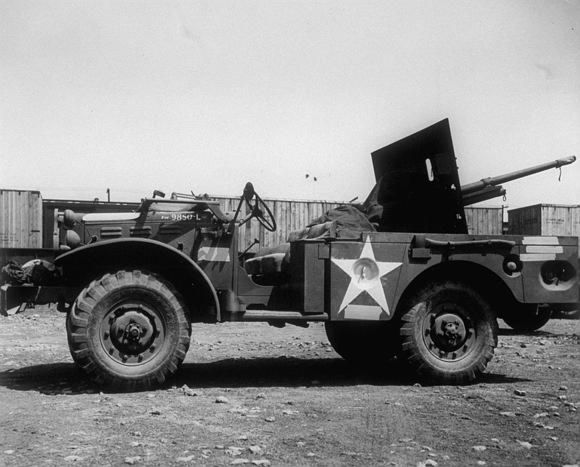
M6 GMC avec canon antichar M3 de 37mm.

Les forces navales du Task Group (TG) 34.9(Center Attack Group) déployées à Fedala étaient constituées du croiseur lourd USS Augusta, du croiseur léger USS Brooklyn et les destroyers Rowan (DD-405), Wilkes (DD-441), Swanson (DD-443) et Ludlow (DD-438). Les autres destroyers du Destroyer Squadron 13 (DesRon 13) Woolsey (DD-437), Edison (DD-439), Bristol (DD-453), Boyle (DD 600), Murphy (DD-603 ), Tillman (DD-641), Miantonomah (CMc-5), Hogan (DD-178), Palmer (DD-161), Stansburg (DD-180), Hambleton (DD-455/DMS-20) et Auk ( AM-57) a formé l'écran de protection sous-marin et a conduit la protection contre les mines. Les transporteurs de troupes Leonard Wood (AP-25), Ancon (AP-66), Arcturus (AK-18), William P. Biddle (AP-15), Tasker H. Bliss (AP-42), Charles Carroll (AP- 58 ),
Joseph T. Dickman (AP-26), Joseph Hewes (AP-50), Thomas Jefferson (AP-60), Oberon (AK-56), Procyon (AK-19), Edward Rutledge (AP-52), Hugh L .Scott (AP-13), Elizabeth C. Stanton (AP-69) et Thurston (AP-77). En plus des 15 grands navires de transport de troupes, il y avait 57 transports moyen à petit et 347 péniches de débarquement (à bord des navires).
Parmi ces navires gisant en rade au large de Fedala le 11 novembre 1942, le sous-marin allemand U-173 de type IXC coule le transporteur Joseph Hewes et endommage le destroyer Hambleton à coups de torpilles et les transporteurs Winooski et Electra.
La couverture aérienne était assurée par le porte-avions USS Ranger et le porte-avions d'escorte USS Suwannee (ceux-ci sécurisés par cinq destroyers et accompagnés de deux sous-marins et d'un pétrolier).

## Les Forces françaises de Vichy
Les positions défensives françaises autour et dans Fedala consistaient en trois batteries côtières, dont la batterie de Pont Blondin positionnée à environ cinq kilomètres au nord-est du port, qui possédait quatre Canon de 138 mm modèle 1910 (la portée maximale de ces canons était d'environ 17 kilomètres), et la batterie de Fedala (constituée de quatre Canon de 100 mm modèle 1897,) qui protégeait directement le port et s'appelait donc aussi Batterie du Port. Il y avait aussi une batterie plus légère avec deux Canon de 75 mm modèle 1897 sur le promontoire du Cap de Fedala devant le port (appelée aussi la batterie de la passe). Les positions de la batterie étaient entourées de nombreux bunkers plus petits et de postes de commandement ouverts, certains avec des mitrailleuses légères, d'autres avec quelques Mitrailleuse Hotchkiss de 13,2 mm modèle 1929 et équipées de projecteurs. Au total, les troupes françaises à Fedala s'élevaient à environ 2 500 hommes.
Les troupes de Fedala disposaient également de trois chars Renault FT de la première guerre mondiale complètement obsolètes. À Casablanca, à environ 25 kilomètres au sud-ouest, se trouvait le 1er Régiment de Chasseurs d'Afrique (1er MRAC) l'une des rares formations de troupes les plus puissantes (qui comptait environ 40 chars des modèles Hotchkiss H-39 et Renault R-35 eux aussi déjà obsolètes) ainsi qu'environ 4 400 autres soldats français.
De plus, environ 80 avions (dont 37 bombardiers moyens de type Lioré et Olivier LeO 451 et une quarantaine d'avions de chasse Dewoitine D.520 et Curtiss P-36 Hawk) étaient prêts à intervenir sur les aérodromes proches aux alentours, qui ont pu couvrir la zone de combat accessible en quelques minutes. De plus, un escadron de bombardiers avec onze bimoteurs Douglas DB-7 était stationné à Casablanca même. Un autre escadron d'Aéronautique navale française avec neuf Glenn-Martin 167F opérait également depuis Port-Lyautey.

## Le débarquement

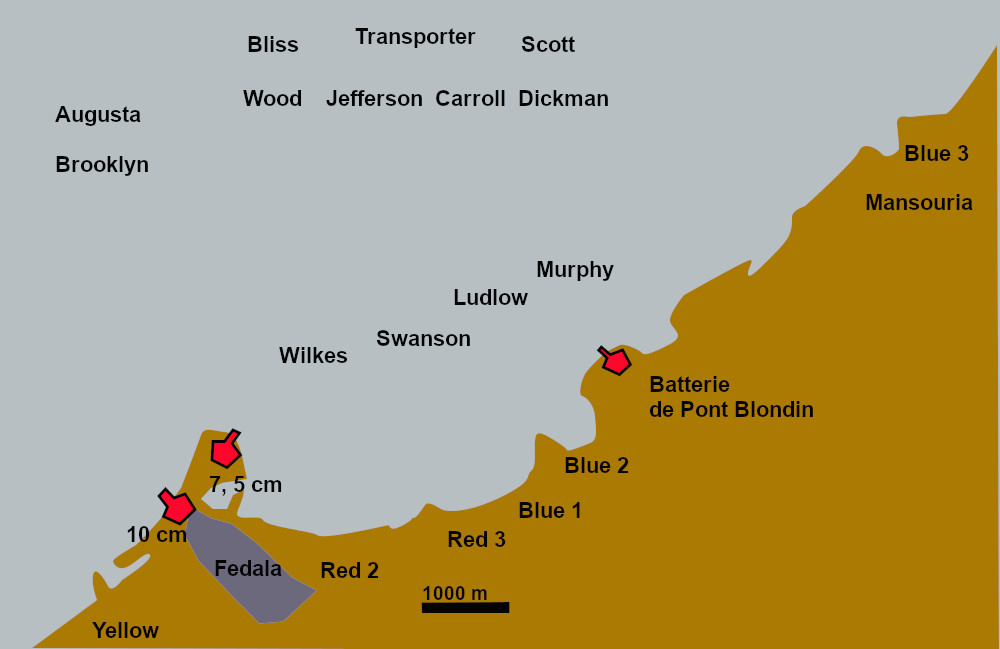
Positions d'attaque de la plage de Fedala

Afin d'assurer un élément de surprise et aussi parce que les Alliés supposaient que les Français pourraient ne pas être en mesure de résister, les Américains s'abstinrent de bombarder les fortifications de la rive. Dans l'obscurité totale et sous des rafales de vent, les premières péniches de débarquement s'approchent de la côte à partir de 4 heures du matin. Trois groupes régimentaires de débarquement (RLG) débarquent. Cependant, les vents en rafales, les averses et l'obscurité ont rendu le débarquement des transports sur les péniches de débarquement très difficile, ce qui a retardé l'horaire. De plus, le destroyer avancé USS Wilkes, qui devait servir de point de repère pour les péniches de débarquement, avait trop dérivé vers le sud-ouest à cause du vent. Cela signifie que de nombreux véhicules de débarquement ont également esquivé vers le sud et s'y sont échoués. La première vague, composée de 116 péniches de débarquement, a perdu 62 de leurs navires sur des hauts-fonds et des récifs. Sur les 25 premiers LCVP du transport USS Charles Carroll, seuls sept étaient opérationnels après le premier voyage vers le plage.

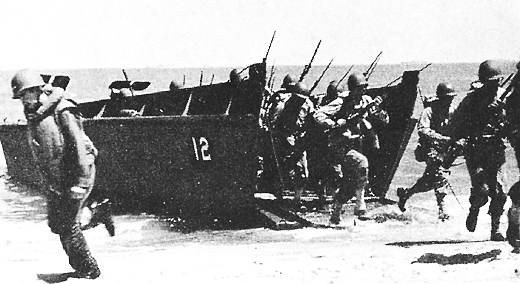
Des soldats américains débarquent d'une péniche de débarquement Higgins

Le premier soldat US, élément du 1er Bataillon, 7e Régiment, 3e Division d'Infanterie US, a atteint le rivage à 6 heures du matin à environ deux kilomètres au nord-est de Fedala. De nombreux soldats ont dû nager les derniers mètres jusqu'à la plage car de nombreuses péniches de débarquement s'étaient échouées et avaient atteint le rivage complètement trempées et en partie sans équipement. Les batteries côtières françaises sont d'abord restées silencieuses sur la situation incertaine, mais vers 6 h 20, des projecteurs ont commencé à éclairer le rivage. Immédiatement après, des soldats américains ont échangé des coups de feu avec des patrouilles Sénégalaises sur la plage.
Un Peloton du 1er Bataillon entre à Fedala vers 7 heures du matin et atteint l'hôtel Miramar, qui abrite également la branche de la Commission allemande d'armistice responsable des troupes de Vichy au Maroc. Les dix soldats et officiers allemands présents avaient fui le premier échange de tirs sur la plage, mais leur convoi de voitures est tombé entre les mains d'un autre peloton américain sur une route sortant de la ville à 7 h 17 et a été contraint de s'arrêter sous la menace. Les dix membres de la Wehrmacht ont été capturés par les Américains. Vers 8 heures du matin, près de 3 500 soldats américains avaient atteint le rivage.

### La bataille contre les batteries côtières
Après les premiers échanges de tirs près de la plage, les batteries de Fedala et la batterie de Pont Blondin ont ouvert le feu à 7h04 et trois destroyers ont ensuite riposté à partir de 7h20 matin, mais ont d'abord été incapables d'éteindre les batteries car les navires changent souvent de cap et s'embuent en raison du tir précis des canons côtiers, qui ont frappé le croiseur léger après cinq minutes. À 07h45, le destroyer USS Murphy est touché par un obus de 138 mm qui explose dans la salle des machines tribord, tuant trois hommes. 25 autres membres d'équipage ont été blessés. Le destroyer a alors posé un écran de fumée, s'est retiré du champ de bataille et a été remplacé par le destroyer USS Ludlow. Comme des groupes avancés opéraient déjà dans la ville, les navires de bombardement devaient interrompre leur tir encore et encore, car les obus tombaient également sur des zones déjà contrôlées. En conséquence, le duel d'artillerie avec les batteries s'est considérablement prolongé.

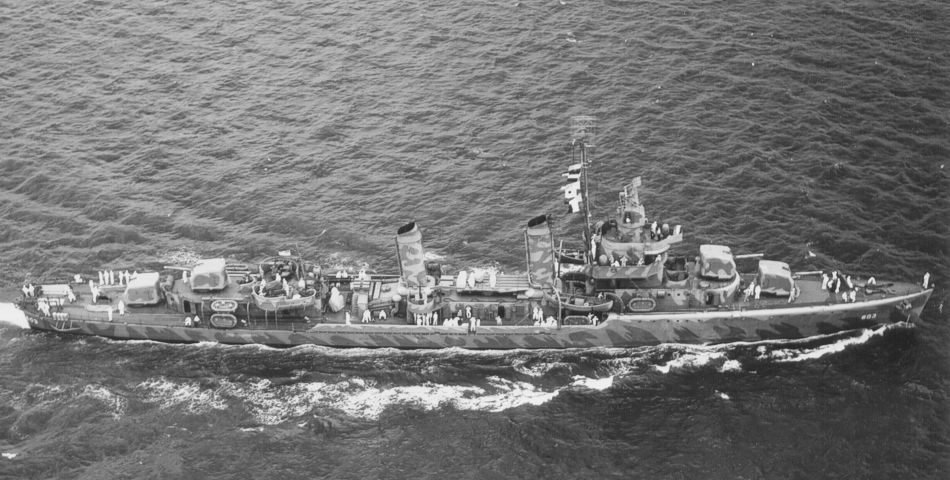
Destroyer USS Murphy

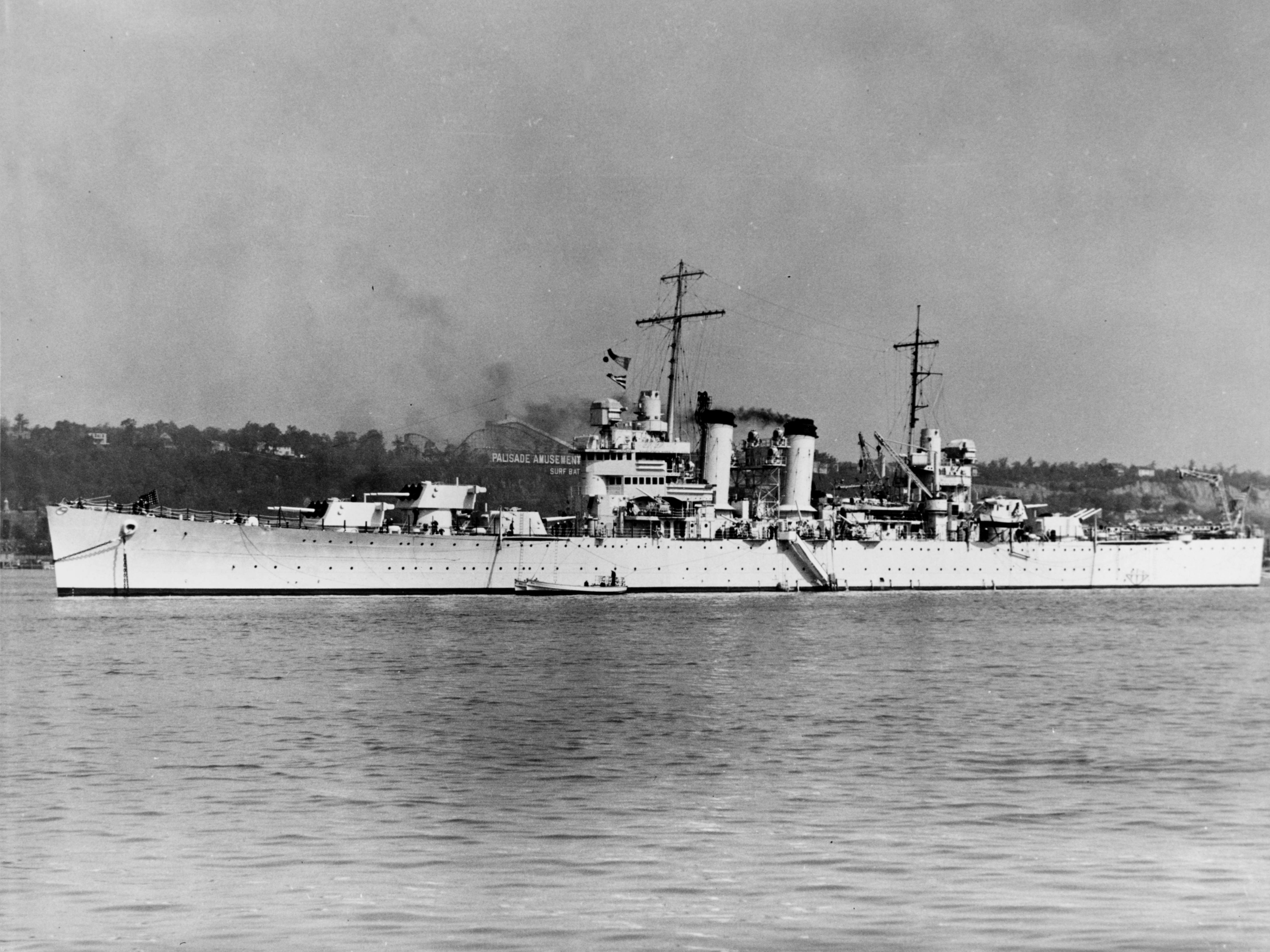
Croiseur léger USS Brooklyn

Vers 10h00, un obus de 152 mm du Brooklyn touche le PC de conduite de tir de la batterie de Pont Blondin. De plus, un coup direct a détruit l'un des canons de 138 mm, le jetant hors de son chariot et faisant exploser une pile adjacente de munitions. Ce sont les deux seuls impacts directs marqués sur le site de la batterie. Une vingtaine de soldats français ont été tués ou blessés par les coups et les explosions qui ont suivi. Profitant de la confusion qui en a résulté, les Américains ont pris d'assaut la colline et, après un bref échange de tirs, ont capturé la zone de la batterie vers 10h30. 72 soldats français sont faits prisonniers.

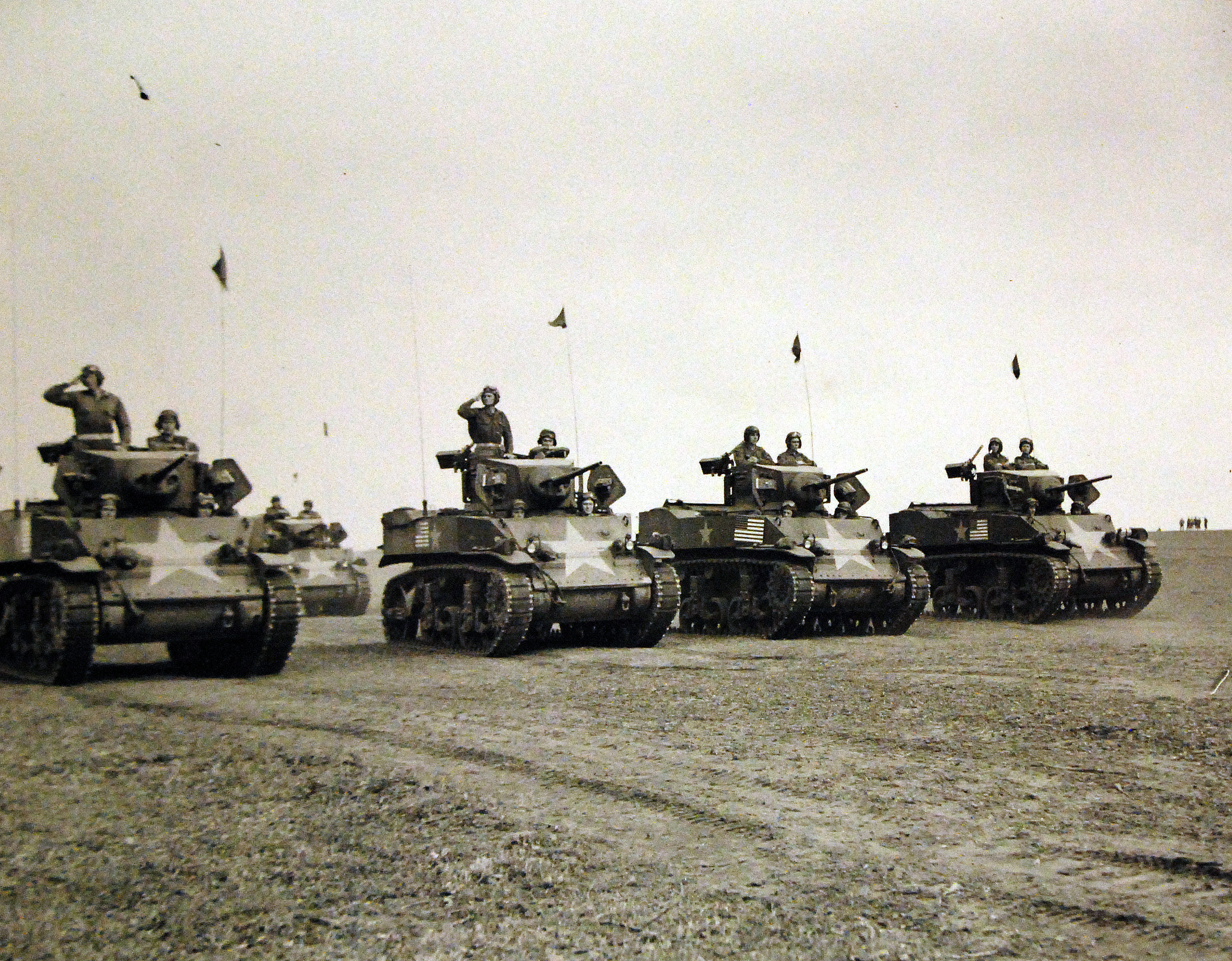
Chars M5A1 Stuart américains

Pendant ce temps, le croiseur lourd Augusta tire plusieurs fois sur la batterie du Port avec ses canons lourds de 203 mm, c'est pourquoi la batterie s'arrête initialement de tirer vers 8h25 ; l'un des canons de 100 mm avait également été détruit par un coup direct à 08h10. Cependant, à partir de 9 h 30 environ, la batterie ouvre à nouveau le feu, bien qu'irrégulièrement, sur les plages du débarquement. Cependant, certains des obus du croiseur avaient également touché un réservoir de pétrole dans la zone portuaire, ce qui explique pourquoi l'épaisse fumée des incendies rendait difficile la visée. En conséquence, la batterie n'a pas réussi à viser. Les bombardements sporadiques n'ont pris fin que vers midi après que l'équipage de la batterie se soit rendu aux soldats américains qui s'approchaient, capturant 22 autres soldats français.
Les deux derniers canons français encore en train de tirer, les deux canons de 7,5 cm de la Batterie de Passes, sont attaqués de front à 12h30 par quatre chars M3 Stuart du 756th Armoured Battalion US et une compagnie de l'infanterie et contraint d'abandonner en quelques minutes. À 12h40 toutes les batteries françaises se sont tues. La résistance française sur le Cap de Fedala s'est finalement éteinte vers 15h00 lorsque le dernier bunker a été la cible de tirs des Américains depuis le côté terrestre avec des mortiers et des obusiers de 75mm.

### Combats aériens

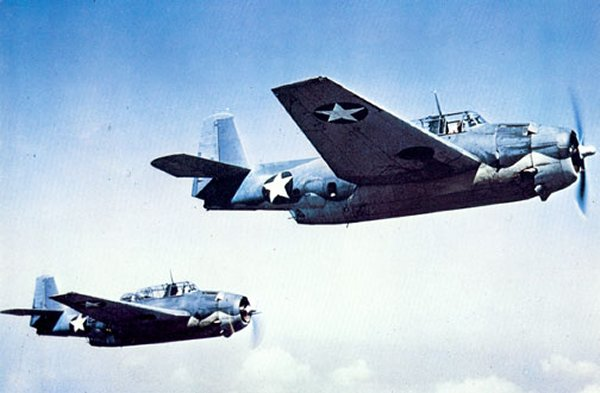
Grumman TBF-1 Avengers en vol

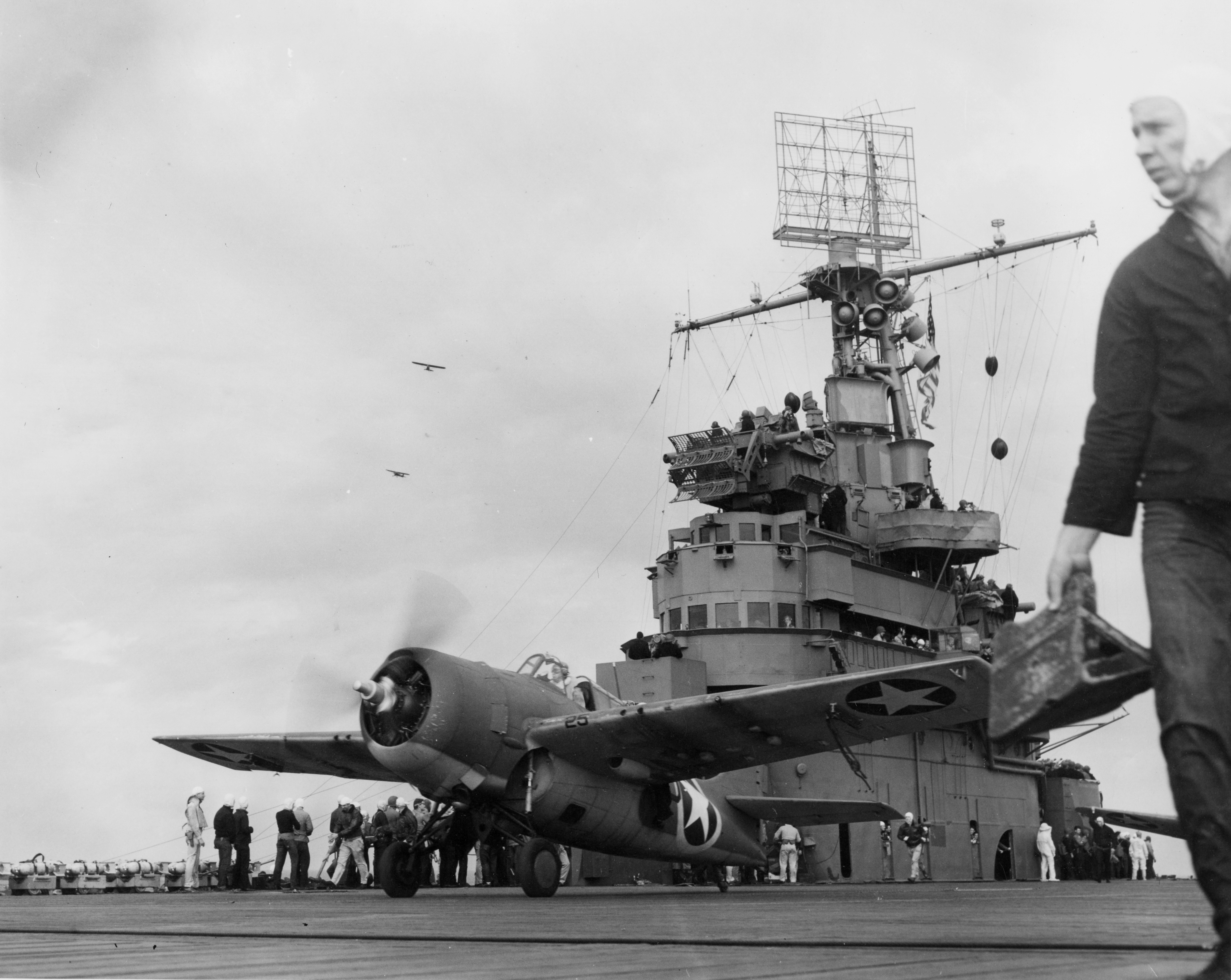
F4F-4 Wildcat au décollage de l'USS Ranger (CV-4) le 8 novembre 1942

À l'aube, vers 7h15, 24 avions de chasse F4F Wildcat ont décollé du pont du Ranger. Le porte-avions se trouvait à environ 45 kilomètres à l'ouest-nord-ouest de Fedala à l'époque. Presque simultanément, des Dewoitine D.520 français apparaissent au-dessus des plages du débarquement et tirent sur les péniches de débarquement à basse altitude. Les pertes en résultant étaient très faibles. Lors des combats aériens qui ont suivi, qui ont duré jusqu'à 7h00 du matin, 7 avions français et 5 avions américains ont été perdus. De plus, des avions français à proximité ont été attaqués lors de raids aériens. Les aérodromes font perdre deux bombardiers en piqué SBD Dauntless et deux Grumman TBF Avenger à cause des défenses des chasseurs et des tirs au sol. En retour, cependant, de nombreuses machines françaises ont été détruites sur les aérodromes, par exemple, l'escadron Aéronavale stationné près de Port-Lyautey a perdu à lui seul sept des neuf bombardiers Martin 167 opérationnels dans une attaque américaine.
Après les premières attaques, les activités de l'armée de l'air française de Vichy s'affaiblissent rapidement. Ce n'est que vers midi qu'il y a eu un dernier raid aérien par plusieurs bombardiers LeO-451 s'approchant individuellement sur les têtes de plage, mais encore une fois, il n'y a eu que des pertes et des dégâts mineurs.
Au total, au moins 9 avions "Ranger" et une trentaine d'avions français ont été perdus dans des combats aériens et des attaques contre des cibles au sol dans la zone de Fedala le 8 novembre (le nombre de victimes côté français n'est pas exactement certain). Au moins trois équipages américains sont portés disparus et un autre a été déclaré mort. Au total, les pertes parmi le personnel navigant américain devraient s'élever à 4 à 6 pilotes, artilleurs et navigateurs. Les pilotes de trois des cinq chasseurs "Wildcat" abattus ont pu se sauver avec le parachute. On ne sait rien de plus précis sur les pertes de personnel côté français, elles sont susceptibles d'être d'au moins 30 hommes (même si l'on peut supposer que les équipages des engins qui ont pris feu au sol ont largement pu se sauver).

### La conquête de la ville
Les troupes françaises de Fedala, après l'extinction des canons côtiers, opposent peu de résistance et se replient sur Casablanca dans la mesure du possible. Vers 16 heures, les derniers échanges de tirs, menés par une unité motorisée sur la gâchette, se sont terminés dans la périphérie. Les trois anciens chars Renault FT de la ville ont été retrouvés par des soldats américains abandonnés et non opérationnels. Vers 14 h 20, le général de division Patton débarqua à Fedala et commença une inspection du port et de la ville. De plus, à partir de 13h30, les premiers chars américains sont déchargés directement dans le port. Le soir du 8 novembre, environ 17 000 soldats américains avaient débarqué et la ville était entièrement aux mains des alliés, mais la perte des péniches de débarquement a retardé le suivi des fournitures et des véhicules, de sorte que le soir, seulement environ un tiers de tous les véhicules et seulement 2% des fournitures nécessaires ont été débarquées.
Les Américains avaient déjà commencé à sécuriser leur position à 13H. Le poseur de mines USS Miantonomah a posé un barrage de mines défensif au nord-est de Fedala dès 13 heures. C'est très probablement sur cette barricade de mines que le sous-marin français La Sibylle précédemment parti de Casablanca a coulé le 11 novembre. Dans le courant de l'après-midi et pendant la nuit, les premières unités de la 3rd US Infantry Division commencent à avancer en direction de Casablanca, si bien qu'au matin du 9 novembre, les unités avancées étaient déjà à environ 15 kilomètres de la ville.

## Pertes
Dans l'ensemble, les Américains ont subi très peu de pertes lors de la capture de Fedala le 8 novembre. 23 soldats et marins et 4 à 6 membres de l'équipage de conduite ont été tués et environ 135 hommes de toutes les branches du service (combiné) ont été blessés. Les pertes de matériel étaient cependant plus sensibles, notamment sous les péniches de débarquement. Ainsi 185 péniches de débarquement, dont 16 Landing Craft Tank, ont été perdues, presque toutes par échouage. La 3e division d'infanterie américaine a perdu à elle seule environ les deux tiers de tous ses Higgins boats, y compris l'équipement. Ces pertes ont entravé le débarquement de plus de troupes et le trafic de ravitaillement entre le rivage et les navires dans les jours qui ont suivi. De plus, au moins 9 avions américains ont été abattus dans les batailles au-dessus et autour de Fedala ce jour-là. De plus, le destroyer Murphy a été endommagé par un obus.
Du côté français, il y avait eu environ 50 morts et 130 blessés de la part des troupes de terre. De plus, on estime à 30 le nombre de morts parmi le personnel navigant et l'ensemble de l'équipage du sous-marin "La Sibylle" (39 hommes). En outre, environ 150 soldats ont été faits prisonniers. Au total, seuls environ 400 à 500 soldats français (sur 2 500) avaient été directement impliqués dans des combats avec des unités américaines. Les pertes matérielles comprenaient dix canons côtiers, au moins trois chars, un sous-marin et une trentaine d'avions. De plus, dix Allemands, membres de la commission d'armistice de l'hôtel Miramar, sont faits prisonniers.

## Incidence
La conquête rapide de Fedala en moins de douze heures, de la ville et du port ainsi que des zones adjacentes aux mains américaines, a permis l'encerclement tout aussi rapide et la conquête décisive pour la campagne alliée au Maroc sur les deux jours suivants de Casablanca avec seulement des pertes relativement faibles.